# Oxyceros
Oxyceros là một chi thực vật có hoa trong họ Thiến thảo (Rubiaceae).

## Loài
Chi Oxyceros gồm các loài: